# 염신전대 고온저
《염신전대 고온저》(炎神戦隊ゴーオンジャー 엔진센타이 고온자[*])는 일본 토에이가 제작한 32번째 슈퍼 전대 시리즈이다. 2008년 2월 17일부터 2009년 2월 8일까지 TV 아사히 계열에서 방영되었다. 미국에서는 《파워 레인저: RPM》(Power Rangers: RPM)으로 리메이크하여 방영하였으며, 대한민국에서는 챔프 TV에서 2009년 하반기에 《파워레인저 엔진포스》라는 제목으로 더빙판을 방영하였다.

## 배경
주인공들은 자동차를 모티브로 한 염신(일본어: 炎神 엔진[*])이라고 불리는 기계 생명체를 파트너로 하여, 지구의 환경 오염을 모티브로 한 만기족의 가이아크와 대립한다. 작품에서는 11개의 차원이 병렬로 존재한다 따라서 적은 가이아크에 한정되어 있지 않으며, 다른 브레인 월드로부터 오는 경우도 있으며, 가이아크 내에서도 위협적인 존재가 있다.
- 휴먼 월드 : 이야기의 주된 무대. 공룡이 살고 있었을때는 다이노 월드라고 불리고 있었으나, 호론데르탈이라는 고대의 만기족에 의해 멸망했다고 한다.
- 머신 월드 : 엔진이나 가이아크 등과 같은 기계 생명체가 사는 세계. 극중에 등장한 혹성에서는 고속도로와 같은 길이 일반 보도로서의 기능을 하고 있다.
- 정크 월드 : 가이아크가 소유하고 있는 폐기물의 세계. 마녀 박사 오센이 살고 있다.
- 사무라이 월드 : 일본의 에도시대와 비슷한 세계로, 극장판의 무대이다. 염신 레츠타카, 염신 시시노신, 염신 츠키노와 등이 사는 세계이다. TV시리즈에도 이 세계의 인물이 등장했다.
- 사운드 월드 : 소리가 흘러넘치는 세계로, 롬비아코라는 생물이 살고 있었다. 후에 요고시마크리타인 등에 의해서 멸망했다고 한다. 롬비아코가 차원의 벽을 뚫고 휴먼월드로 왔지만 기계족 가이아크와 엔진포스에게 죽임을 당한다.
- 스토미 월드 : 엄청난 회오리와 높은 파도가 소용돌이치는 세계로, 와메이크루라는 생물이 살고 있다.
- 매직 월드 : 마법의 세계. 극중에서는 이 세계에서 마법의 책과 마법의 지팡이가 휴먼 월드에 나타났다. 이 세계도 요고시마크리타인에게 멸망하였다.
- 프리즘 월드 : 요고시마크리타인에 의해 멸망했다는 세계 중의 하나이다. 극중에서는 명칭만 언급될 뿐, 이 세계에 대한 자세한 설명은 없다.
- 크리스마스 월드 : 산타클로스가 사는 세계. 매년 크리스마스가 되면 산타클로스가 나타난다.
- 글래스 월드: GP-FINAL(마지막회)에서 명칭만 언급되며, 실제로 나오지는 않는다. 가이아크의 행방불명됐던 대통령 밧치드에 의해 멸망한 곳이다.
- 건맨 월드: 거너들이 살고있는 세계로 해적전대 고카이저 35화에서만 등장한다.

## 등장인물
각 멤버의 성씨의 히라가나 첫 글자를 이으면 "환경주의(ecology, エコロジー)"이 된다. 여기에 윙즈의 성인 스토까지 합치면 환경주의자(ecologist, エコロジスト)가 된다. 또한 멤버들의 이름의 한자 표기에 전부 자동차의 차(車)가 숨어있다.

### 고온저(엔진포스)
- 에스미 소스케(江角 走輔, 마하, 고온 레드)

배우: 후루하라 야스히사, 성우: 변현우
원래 직업은 카레이서. 항상 마지막에 엄청난 스피드로 역전 우승을 하는 것으로 유명했다. 경기 준비를 하던 중 갑자기 나타난 '꼬마 만기족'들을 물리치려고 할 때 위험에 빠지자, 봄퍼라는 로봇이 나타나 고 폰을 건네 준다. 그리고 고온 레드로 변신해서 염신 스피돌과 파트너가 된다. 이후 덜렁대기는 하지만 고온저의 정신적 지주가 되고, 고대염신(염신 키샤모스, 염신 티라인, 염신 케라인)들을 만나서 고대염신과도 파트너가 된다. 변신할 때 마하 전개!라고 외친다. 해적전대 고카이저 35, 36화에 특별출연한다.
- 코사카 렌(香坂 蓮, 렌, 고온 블루)

배우: 카타오카 신와, 성우: 정재헌
원래 직업은 버스기사. 안전운전을 철칙으로 삼았다. 소스케와 동시에 고온저가 되어 고온 블루로 변신하고, 염신 버스온과 파트너가 된다. 퀴즈나 요리 등을 잘 한다. 고온저의 식사를 책임지는 요리사이기도 하지만, 매일 달걀로만 요리한다. 엔진을 개조해서 새로운 합체 방법을 만들거나, 새로운 소울을 만들어서 고온저와 고온 윙스를 강하게 만든다. 변신할 때 한마디로 정답!이라고 외친다.
- 로야마 사키(楼山 早輝, 써니, 고온 옐로)

배우: 아이자와 리나, 성우: 박지윤
원래 직업은 카레이싱 경기장 슈퍼마켓 점원. 어렸을 때 천년숲에서 길을 잃어버렸을 때, 나무의 정령을 만나서 스마일 원칙을 배웠다. 역시 소스케와 렌과 동시에 고온저가 되어 고온 옐로로 변신하고, 염신 베아르V와 파트너가 된다. 언니(사나에)는 짖궂어서, 어렸을 때 오줌을 싼 사진 등을 찍어서 협박하거나 둘의 간식을 모두 먹고 나서 사키가 먹었다고 거짓말을 하며, 계속해서 사키에게 돈을 빌리고 결국 고온저가 타고 다니는 긴지로호를 팔아치우는 등의 일을 저지른다. 변신할 때 스마일 만개!이라고 외친다.
- 죠 한토(城 範人, 죠, 고온 그린)

배우: 우스이 마사히로, 성우: 엄상현
원래 직업은 따로 없으며, 꾸준히 아르바이트를 한다. 군페이와 함께 고온저가 되어 고온 그린으로 변신하고, 얼마 후에 휴먼 월드에 온 염신 바르카와 파트너가 된다. 노는 것을 좋아하고, 항상 여유가 넘친다. 고온저에 전념하기 위해 결국 아르바이트를 포기한다. 처음에는 군페이와 티격태격하지만, 군페이를 생각하는 마음도 꽤 있다. 최종화에는 군페이가 소속된 경찰서에 구속되어 있었는데, 사실은 한토가 수갑으로 장난을 치다가 손목에 차이고 만 것이다. 변신할 때 두근두근 유쾌!이라고 외친다.
- 이시하라 군페이(石原 軍平, 알렉스, 고온 블랙)

배우: 에비사와 켄지, 성우: 사성웅
원래 직업은 경찰(순경이었으나 형사로 발령받은 직후에 고온저가 되기 위해 일을 그만둠). 한토와 함께 고온저가 되어 고온 블랙으로 변신하고, 얼마 후에 바르카와 함께 휴먼 월드에 온 염신 건퍼드와 파트너가 된다. 자기가 형사였다고 거짓말을 하다가 전 파트너와 만나면서 들통나게 된다. 항상 자기가 프로라고 생각한다. 성격이 까다로워서 항상 소스케와 다툰다. 최종화에는 형사로 복직하고 렌이 운전하던 긴지로호는 군페이가 운전하게 되었다. 참고로 긴지로호의 로고는 군페이저가 되었다. 변신할 때 대쉬 호쾌!라고 외친다.

### 고온 윙스(엔진 스카이)
- 스토 히로토(須塔 大翔, 히로, 고온 골드)

배우: 토쿠야마 히데노리, 성우: 신용우
부잣집 맏아들로, 운동신경이 매우 뛰어나 여동생 미우와 함께 휴먼 월드에 온 스카이족 염신들의 선택을 받고 머신 월드에서 염신 점보웰의 특훈을 받고 고온 윙스가 된다. 고온 골드로 변신하며, 파트너는 염신 토리프터(트리콥터)이다.처음에는 고온저를 무시했지만 나중에는 고온저들과 친해졌다. 만기족 해지부대신 히라메키메데스를 쫓아서 고온저와 힘을 합쳐 그를 물리치고 이후 고온저와 함께 싸우게 된다. 변신할 때 브레이크 한계!라고 외친다.
- 스토 미우(須塔 美羽, 미우, 고온 실버)

배우: 스기모토 유미, 성우: 서유리
부잣집 맏딸로, 빠른 스피드를 자랑한다. 오빠 히로토와 함께 고온 윙스가 되어 고온 실버로 변신하며, 파트너는 염신 제토라스(젯타이거)이다. 변신할 때 반짝반짝 세계!라고 외친다. 이후 해적전대 고카이저 최종화에 고온저를 대표해서 레인저 키를 돌려받는다.

### 염신(엔진)
- 염신 스피돌(파트너: 고온 레드)(변현우)■ - 레이싱카 형태의 엔진이다. 스피드와 콘돌의 합성어이며 색깔은 붉은색이다. 엔진 레드와 엄청난 우정을 자랑한다. 콘도르를 모티브로 한다. 날개를 펼쳐서 점프할 수 있다. 엔진 숫자는 1번이다.
- 염신 버스온(파트너: 고온 블루)(정재헌)■ - 버스 형태의 엔진이다. 버스와 라이온의 합성어이며 색깔은 푸른색이다. 스피드는 떨어지지만 강력한 파워를 자랑한다. 사자를 모티브로 한다. 버스온 미사일을 쏠 수 있다. 엔진 숫자는 2번이다.
- 염신 베아르 V(파트너: 고온 옐로)(박지윤)■ - 오프로더 형태의 엔진이다. 베어와 알브이(RV)의 합성어이며 색깔은 노란색이다. 곰을 모티브로 한다. 점프해서 상대를 공격한다. 고온 옐로는 애칭으로 '베아르'라고 부른다. 비밀의 피살기는 베아르 V 미사일이다. 엔진 숫자는 3번이다.
- 엔진 바르카(파트너: 엔진 그린)(엄상현)■
- 오토바이 형태의 엔진이다. 오토바이와 범고래의 합성어이며 색깔은 초록색이다. 범고래를 모티브로 한다. 몸체를 빠른 속도로 돌려서 상대를 공격한다. 엔진 숫자는 4번이다.
- 엔진 건퍼드(파트너: 엔진 블랙)(사성웅)■
- 경찰차 형태의 엔진이다. 총과 경찰견의 합성어이며 색깔은 검은색이다. 경찰견을 모티브로 한다. 몸체의 앞부분에서 총알을 발사한다. 한 발도 놓치지 않고 모두 맞힐 수 있다. 엔진 숫자는 5번이다.
- 엔진 캐리게이터(파트너: 엔진 그린, 엔진 블랙)(최낙윤)■
- 카캐리어 형태의 엔진이다. 카캐리어와 악어의 합성어이며 색깔은 주황색이다. 악어를 모티브로 한다. 몸체의 앞부분에 있는 입으로 깨물어서 공격한다. 보통 엔진의 몇 배나 되는 엄청난 크기를 자랑한다. 엔진에 대한 여러 가지를 알고 있는 것 같지만 사실 알고 있는 것은 그렇게 많지 않다. 엔진 숫자는 6번이다.
- 엔진 토리프터(국내명 트리콥터)(파트너: 엔진 골드)(서유리)■
- 헬리콥터 형태의 엔진이다. 닭과 헬리콥터의 합성어이며 스카이족 중 하나이다. 색깔은 금색이다. 닭을 모티브로 한다. 트리콥터 패트리어트를 쏠 수 있다. 엔진 골드를 '형'이라고 부른다. 히로의 동생이다. 엔진 숫자는 7번이다.
-엔진 제토라스(국내명 젯타이거)(파트너: 엔진 실버)(신용우)■
- 제트 비행기 형태의 엔진이다. 제트 비행기와 호랑이의 합성어이며 스카이족 중 하나이다. 색깔은 은색이다. 호랑이를 모티브로 한다. 젯타이거 토마호크를 쏠 수 있다. 엔진 베아르V의 사랑을 받았다. 엔진 숫자는 8번이다.
- 엔진 점보웨일(국내명 장 보웨일)(파트너: 엔진 골드, 엔진 실버)(손종환)■
- 점보 여객 비행기 형태의 엔진이다. 점보 여객 비행기와 고래의 합성어이며 스카이족 중 하나이다. 색깔은 군청색이다. 엄청나게 크다. 불을 끌 수도 있다. 머신 월드의 역사를 모두 알고 있고, 히로와 미우를 가르쳐서 엔진 스카이로 만들었다. 엔진포스도 가르친 적이 있다. 고래를 모티브로 한다. 봄퍼를 직접 만들었다. 엔진 숫자는 9번이다.
- 엔진 키샤모스(파트너: 엔진 레드)■
- 증기 기관차 형태의 엔진이다. 기차와 맘모스의 합성어이며 고대엔진이다. 색깔은 진홍색이다. 매머드를 모티브로 한다. 상대를 얼려서 공격한다. 엔진 숫자는 10번이다.
- 엔진 티라인(파트너: 엔진 레드)■
- 고속 열차 형태의 엔진이다. 티라노사우루스와 기차노선의 합성어이며 고대엔진이다. 색깔은 하얀색이다. 티라노사우루스를 모티브로 한다. 엔진 숫자는 11번이다.
- 엔진 케라인(파트너: 엔진 레드)■
- 고속 열차 형태의 엔진이다. 트리케라톱스와 기차노선의 합성어이며 고대엔진이다. 색깔은 물색이다. 트리케라톱스를 모티브로 한다. 엔진 숫자는 12번이다.
- 엔진 마하르콘(국내명 마하팔콘)(파트너: 캡틴포스)■
- 레이싱카 형태의 엔진이다. 엔진 스피돌과 엔진 베아르 V의 아들이다. 마하와 팔콘의 합성어이며 색깔은 붉은색이다. 이 엔진은 캡틴포스(일본명:고카이쟈)와 함께 싸웠다. 엔진 숫자는 13번이다.
- 봄퍼 (김성연)
- 엔진포스를 돕는 안내로봇이다. 엔진케스트 전송을 맡고 있다. 기계족 신호를 잡는 역할을 맡고 있다.

## 엔진포스의 무기들
-만땅건 (국내명 탱크건)
-엔진소울을 넣고 사용하면 레이저를 쏠수 있다. 건 모드와 로드모드로 변경이 가능하며 주유소울을 넣으면 엔진들에게 힘을 회복시켜줄 수 있다. 캉캉바와 합체하여 캉캉탱크건이 된다.
-캉캉바
-고대엔진인 티라인과 케라인을 주로 넣는 무기, 탱크건과 합체하면 캉캉 탱크건이 된다. 렌이 직접 발명한
무기이다.
-하이웨이 버스터
-엔진 레드의 로드 사벨, 엔진 블루의 빔 런처, 엔진 엘로의 레이싱 바렐이 합체한 무기. 엔진소울을 넣고 발사하면 레이싱 바렐과 함께 해당 엔진의 환영이 발사된다. 스나이퍼 엑스와 합체하여 슈퍼 하이웨이 버스터가 된다.
-스나이퍼 엑스
-엔진 그린의 브릿지 엑스와 엔진 블랙의 스나이퍼 레이저가 합체한 무기 엔진소울을 넣고 발사하면 해당 엔진의 환영이 발사된다.
-로켓 나이프
-엔진 스카이의 주무기로 미션 1,미션 2 등의 미션을 설정하면 그 미션을 수행한다. 미션 1은 엔진 골드의 불꽃, 미션 2는 엔진실버의 얼음, 미션 3는 엔진 골드, 실버의 필살기 둘다이며 미션 6 풀파워를 이용하면 날 수 있다.
-스카이 부스터
-로켓 나이프와 스카이 체인저를 결합한 총으로 엔진소울을 넣고 발사하면 해당 엔진의 환영이 발사된다.
-블래스터 소울
-엔진킹 G6, G9, G12의 필살기용 소울이다. 대분분 기계족이 이 공격을 받고 죽는다.
-고롤링 GT
-타이어 형태이며 엔진소울을 넣으면 해당엔진의 영혼이 들어가고 로봇모드로 변신한다. 크기도 마음대로 조절할 수 있으며 투혼 소울을 넣으면 복싱 프로그램이 들어간 복싱맨이 된다. 엔진 골드가 개발했다.

## 메카

### 엔진
- 염신(엔진) 스피도르 ■
- 염신(엔진) 버스온 ■
- 염신(엔진) 베아르V ■
- 염신(엔진) 바르카 ■
- 염신(엔진) 건퍼드 ■
- 염신(엔진) 캐리게이터 ■
- 염신(엔진) 토리프터 ■
- 염신(엔진) 제트라스 ■
- 염신(엔진) 점보웨일 ■
- 염신(엔진) 키샤모스 ■
- 염신(엔진) 티라인 ■
- 염신(엔진) 케라인 ■

### 메인 메카
- 1호 메카 - 엔진오(엔진킹)
- 2호 메카 - 건바르오(건바르킹)
- 3호 메카 - 세이쿠오(스카이킹)
- 4호 메카 - 쿄레츠오(다이노킹)

### 슈퍼 합체
- 슈퍼 합체 1호 메카 - 엔진오 G6(엔진킹 G6)
- 슈퍼 합체 2호 메카 - 엔진오 G9(엔진킹 G9)
- 파이널 합체 메카 - 엔진오 G12(엔진킹 G12)

## 만기족 가이아크
- 만기족 총리대신 요고시마크리타인(시영준) - 사운드 월드, 매직 월드, 프리즘 월드를 파괴한 주범이다. 최대 필살기는 '정의 해산'으로, 이 필살기에 당한 사람은 파동이 되어 형체도 없이 사라진다. 정의 해산의 원동력은 소치대신 키레이즈키가 남긴 무한 쓰레기통으로 정의 해산의 원동력을 보충한다. 피도 눈물도 없는 만기족이다. 부하를 사랑하는 아들 요고슈타인과는 달리, 제 부하라도 쉽게 버리는 냉혈한이다. 자신의 목적을 위해서 키타네이더스와 케가레시아를 죽인다. 결국 GP-FINAL 정의의 로드에서 고온저에 최종코너 파이어 그량프링에 의해서 죽임을 당한다.
- 만기족 해지대신 요고슈타인(심정민) - 요고시마크리타인의 아들로, 부하를 사랑하는 마음을 갖고 있다. 땅을 오염시키려고 한다. GP-36 소스케... 고온레드에게 죽임을 당한다. 아버지와 다르게 '정의해산' 능력을 쓸수없고 특징은 아버지와 다르게 눈이 2개이며 톱니바퀴가 설치되지 않았다
- 만기족 해기대신 키타네이더스(임경명) - 공기를 오염시키려고 한다. GP-49 최후의 결전에서 케가레시아와 함께 정의 해산의 원동력인 무한 쓰레기통을 부수고 요고시마크리타인에게 독재자는 싫다고 대항하다가 죽임을 당한다. 최대 필살기는 '더러운공기'다 이 공기는 드러레이더스의 굴뚝처럼 생긴 곳에서 나온다.
- 만기족 해수대신 케가레시아(이명희) - 물을 오염시키려고 한다. GP-49 최후의 결전에서 키타네이더스와 함께 정의 해산의 원동력인 무한 쓰레기통을 부수고 요고시마크리타인에게 독재자는 싫다고 대항하다가 죽임을 당한다. 오염된 물을 발사한다.
- 만기족 해지부대신 히라메키메데스(강구한) - 머리가 굉장히 좋아서 작전을 많이 짜고 수학적 공격도 많이 하고, 요고슈타인이 가장 신뢰하는 부하이다. 자신의 두뇌로 고온저들을 괴롭히지만, 엔진 G9 성불 그랑프링을 맞아 계획에 실패하고 고온레드에게 죽임을 당한다 수학적 공격에는 정삼각형 배기, 이등변 삼각형 배기등을 사용하였고 총알 각도를 알아맞추며 몇km인지도 안다.
- 소치대신 키레이즈키(윤세웅) -
만기족 가이아크의 소우지 대신으로(소우지는 청소(掃除、そうじ)의 일본어다), 이름의 유래는 깨끗한 걸 좋아하는 일본어인 '키레이스키(綺麗好き)'에서 유래한 거라 뭔가 이상할 수도 있겠지만. '휴먼 월드의 정의의 편을 청소한다.'라는 대사를 날리는 걸 보면 정의의 편을 청소한다는 의미를 가지고 있다. 주 무기는 청소 도구를 형상화 한 대청소 7대 무기로, 빗자루 샷건, 걸레 그레네이드, 무한 쓰레기통, 먼지털이 블레이드, 쓰레받기 실드, 면봉 쿠나이, 양동이 바주카를 자유자재로 사용한다. 무한 쓰레기통으로 고온저들을 다른 세계로 보내 버리고 휴먼 월드를 파괴하려는 연말 대청소 작전을 실시하려고 하나, 다른 세계에서 돌아온 고온저들에게 죽임을 당한다.
- 위관방장관 치라카소네

### 다른 11개의 브레인월드의 주민
오센박사, 산타클로스, 롬비아코등이 산다.

## 에피소드
| 방영일          | 화수     | 부제                                                 | 등장괴물                                                             | 각본                          | 감독              |
| --------------- | -------- | ---------------------------------------------------- | -------------------------------------------------------------------- | ----------------------------- | ----------------- |
| 2008년2월17일   | GP-01    | 정의의 동료 (한국판 : 우린 정의의 히어로!)           | - 소각 반기(해기목) - 최낙윤                                         | 다케가미 준키                 | 와타나베 가츠야   |
| 2008년2월24일   | GP-02    | 무모한 녀석들 (한국판 : 엔진포스의 조건!)            | - 파이프 반기(해수목) - 박서진                                       | 다케가미 준키                 | 와타나베 가츠야   |
| 2008년3월2일    | GP-03    | 수사의 기본 (한국판 : 엔진포스 우리는 하나!)         | - 스코프 반기(해지목) - 서원석                                       | 다케가미 준키                 | 모로타 사토시     |
| 2008년3월9일    | GP-04    | 염신 트러블 (한국판 : 엔진캐스트 찾기 대작전)        | - 스프레이 반기(해수목) - 박영재                                     | 다케가미 준키                 | 모로타 사토시     |
| 2008년3월16일   | GP-05    | 가끔은 아줌씨!? (한국판 : 죠의 선택!)                | - 자석 반기(전자석 반기, 해지목) - 박서진                            | 다케가미 준키                 | 다케모토 노보루   |
| 2008년3월23일   | GP-06    | 소녀의 마음 (한국판 : 써니! 너는 내운명?!)           | - 스피커 반기(해지목) - 최낙윤                                       | 다케가미 준키                 | 다케모토 노보루   |
| 2008년3월30일   | GP-07    | 파트너 아미고 (한국판 : 캐리게이터! 넌 누구냐?)      | - 봄베 반기(해수목) - 박서진                                         | 아이카와 쇼                   | 나카자와 쇼지로   |
| 2008년4월6일    | GP-08    | 최고의 기적 (한국판 : 마하! 최고의 기적!)            | - 보링 반기(해지목) - 심정민                                         | 아이카와 쇼                   | 나카자와 쇼지로   |
| 2008년4월13일   | GP-09    | 내일이 있어 (한국판 : 써니와 죠의 행방불명!)         | - 렌즈 반기(해기목) - 서원석                                         | 다케가미 준키                 | 와타나베 가츠야   |
| 2008년4월20일   | GP-10    | 발차! All Right! (한국판 : 천하무적! 엔진킹 G6!)     | - 거울 반기(해지수기 스페셜) - 박서진                                | 다케가미 준키                 | 와타나베 가츠야   |
| 2008년4월27일   | GP-11    | 전파 잭 (한국판 : 도망자 알렉스?!)                   | - 안테나 반기(해기목) - 김두희                                       | 고누타 겐지                   | 다케모토 노보루   |
| 2008년5월4일    | GP-12    | 소스케 반키!? (한국판 : 뒤죽박죽 마하반기?!)         | - 발전 반기(해지목) - 류승곤                                         | 미야시타 준이치               | 다케모토 노보루   |
| 2008년5월11일   | GP-13    | 의협심 풀가동 (한국판 : 이상한 나라의 푸코링!)       | - 방아쇠 반기(해수목) - 신용우                                       | 아라카와 나루히사             | 모로타 사토시     |
| 2008년5월18일   | GP-14    | 매일 두근두근 (한국판 : 사랑에 빠진 죠!)             | - 가마 반기(해수목) - 서원석                                         | 아이카와 쇼                   | 모로타 사토시     |
| 2008년5월25일   | GP-15    | 염신 스톨 (한국판 : 최강의 적!)                      | - 해지부대신 히라메키메데스                                          | 다케가미 준키                 | 나카자와 쇼지로   |
| 2008년6월1일    | GP-16    | 명예 회복 (한국판 : 우리는 스카이족!)                | - 오일 반기(해수목) - 박서진                                         | 다케가미 준키                 | 나카자와 쇼지로   |
| 2008년6월8일    | GP-17    | 정의의 날개 (한국판 : 블링블링! 엔진 스카이!)        | - 폭파 반기(해지목) - 서원석                                         | 다케가미 준키                 | 와타나베 가츠야   |
| 2008년6월15일   | GP-18    | 서민 히어로 (한국판 : 호기심 여왕! 미우!)            | - 청소기 반기(해기목) - 최낙윤                                       | 다케가미 준키                 | 와타나베 가츠야   |
| 2008년6월22일   | GP-19    | 군페이의 속마음 (한국판 : 알렉스 수난시대!)          | - 톱 반기(해지목) - 손종환                                           | 미야시타 준이치               | 모로타 사토시     |
| 2008년7월6일    | GP-20    | 남매 배틀!? (한국판 : 바람둥이 히로?!)               | - 체인 반기(해지목) - 박서진                                         | 고무라 준코 아라카와 나루히사 | 모로타 사토시     |
| 2008년7월13일   | GP-21    | 유치한 녀석들 (한국판 : 봄퍼를 지켜라!)              | - 풍선 반기(해기목) - 서원석                                         | 다케가미 준키                 | 스즈무라 노부히로 |
| 2008년7월20일   | GP-22    | 최후의 소원 (한국판 : 친구 힐메키데스?!)             | - 방적 반기(해지목) - 이재현                                         | 다케가미 준키                 | 스즈무라 노부히로 |
| 2008년7월27일   | GP-23    | 폭주 히라메키 (한국판 : 안녕! 힐메키데스)            | - 데타라메데스                                                       | 고누타 겐지                   | 와타나베 가츠야   |
| 2008년8월3일    | GP-24    | 최초의 웃음 (한국판 : 귀신잡는 엔진포스!)            | - 우라메시메데스                                                     | 고누타 겐지                   | 와타나베 가츠야   |
| 2008년8월10일   | GP-25    | 어머니 안녕히 계세요 (한국판 : 렌의 추억)            | - 소용돌이 호테 - 서원석                                             | 아이카와 쇼                   | 모로타 사토시     |
| 2008년8월17일   | GP-26    | 연예 관계 (한국판 : 내사랑 젯타이거)                 | - 해수왕자 니골 조 아레룬브라 - 박서진                               | 아이카와 쇼                   | 모로타 사토시     |
| 2008년8월24일   | GP-27    | 손녀 한토!? (한국판 : 손녀가 된 죠?!)                | - 수맥 반기(해기목) - 이미나                                         | 다케가미 준키                 | 나카자와 쇼지로   |
| 2008년8월31일   | GP-28    | 파트너 군페이 (한국판 : 알렉스와 건퍼드의 우정!)     | - 맨홀 반기(해수목) - 심정민                                         | 다케가미 준키                 | 나카자와 쇼지로   |
| 2008년9월7일    | GP-29    | 히로토를 막아라 (한국판 : 돌아온 악당! 드러슈타인!)  | - 해머 반기(해지목) - 서원석                                         | 아이카와 쇼                   | 다케모토 노보루   |
| 2008년9월14일   | GP-30    | 우정의 펀치                                          | - 빨대 반기(해수목) - 박서진                                         | 아이카와 쇼                   | 다케모토 노보루   |
| 2008년9월21일   | GP-31    | 아이돌 데뷔 (한국판 : 아이돌의 조건!)                | - 롬비아코                                                           | 아라카와 나루히사             | 와타나베 가츠야   |
| 2008년9월28일   | GP-32    | 비보를 찾자 (한국판 : 보물을 찾아라!)                | - 드릴 반기(해지목) - 박서진                                         | 다케가미 준키                 | 와타나베 가츠야   |
| 2008년10월5일   | GP-33    | 원시 염신 (한국판 : 우리는 고대엔진!)                | - 드릴 반기(해지목) - 박서진                                         | 다케가미 준키                 | 모로타 사토시     |
| 2008년10월12일  | GP-34    | 악마같은 여자 (한국판 : 언니를 부탁해?!)             | - 히터 반기(해기목) - 서원석 - 호론데르탈                            | 다케가미 준키                 | 모로타 사토시     |
| 2008년10월19일  | GP-35    | 염신의 유대 (한국판 : 다이노 킹의 배신?!)            | - 호론데르탈                                                         | 미야시타 준이치               | 스즈무라 노부히로 |
| 2008년10월26일  | GP-36    | 소스케...영원히 (한국판 : 드러슈타인의 최후!)        | - 해지대신 요고슈타인                                                | 미야시타 준이치               | 스즈무라 노부히로 |
| 2008년11월2일   | GP-37    | 염신 반키!? (한국판 : 고대엔진을 찾아라!)            | - 엔진 반기 - 정영웅                                                 | 고누타 겐지                   | 다케모토 노보루   |
| 2008년11월9일   | GP-38    | 소녀의 진심 (한국판 : 위기의 여자들!)                | - 샤워 반기(해수목) - 이지현                                         | 다케가미 준키                 | 다케모토 노보루   |
| 2008년11월16일  | GP-39    | 향수의 아이 (한국판 : 공포의 마을축제!)              | - 야타이 반기(해기목) - 유호한 - 난대검 - 정영웅 - 지옥표창 - 박서진 | 아이카와 쇼                   | 부츠다 히로시     |
| 2008년11월23일  | GP-40    | 장군 부활 (한국판 : 엔진대장군을 막아라!)            | - 난대검 - 지옥표창                                                  | 아이카와 쇼                   | 부츠다 히로시     |
| 2008년11월30일  | GP-41    | 육아의 권유 (한국판 : 아빠가 된 히로!)               | - 와메이크루 - 이재현                                                | 미야시타 준이치               | 가토 히로유키     |
| 2008년12월7일   | GP-42    | 학원의 비밀 (한국판 : 학교의 비밀!)                  | - 병 반기(해수목), 보온병 반기 - 유호한                              | 다케가미 준키                 | 가토 히로유키     |
| 2008년12월14일  | GP-43    | 연말 청소 (한국판 : 강력한 적!)                      | - 소치대신 키레이즈키 - 윤세웅                                       | 다케가미 준키                 | 와타나베 가츠야   |
| 2008년12월21일  | GP-44    | 크리스마스 이브를 지켜라 (한국판 : 해피 크리스마스!) | - 소치대신 키레이즈키 - 윤세웅                                       | 고누타 겐지                   | 와타나베 가츠야   |
| 2009년1월4일    | GP-45    | 새해 첫날 기획!? (한국판 : 해피 뉴이어!)             | - 해수대신 케가레시아                                                | 하타노 미야코                 | 다케모토 노보루   |
| 2009년 1월 11일 | GP-46    | 가출 봄퍼(한국판 : 봄퍼의 가출!)                     | - 역기 반기(해기목) - 곽윤상                                         | 요시모토 사토코               | 다케모토 노보루   |
| 2009년1월18일   | GP-47    | 내각 개조                                            | - 위관방장관 치라카소네 - 주재규                                     | 다케가미 준키                 | 모로타 사토시     |
| 2009년 1월 25일 | GP-48    | 정의 해산(한국판 : 엔진포스의 위기!)                 | - 결정 반기(해지수기 스페셜) - 서원석                                | 고누타 겐지                   | 모로타 사토시     |
| 2009년 2월 1일  | GP-49    | 최종 결전(한국판 : 최후의 결전)                      | - 해수대신 케가레시아 - 해기대신 키타네이더스                        | 다케가미 준키                 | 와타나베 가츠야   |
| 2009년 2월 8일  | GP-FINAL | 정의의 로드(한국판 : 영원한 엔진포스!) (최종회)      | - 총리대신 요고시마크리타인                                          | 다케가미 준키                 | 와타나베 가츠야   |

## 스태프
- 원작：야쓰데 사부로
- 연재：TV 매거진, 테레비군
- 프로듀서：야기 마사시 (26화까지), 사사키 모토이 (27화부터) (이상 TV 아사히), 히가사 준, 와사노 겐이치, (이상 도에이), 야다 고이치 (도에이 에이젼시)
- 각본：다케가미 준키, 아이카와 쇼, 고누타 겐지, 미야시타 준이치, 아라카와 나루히사, 고무라 준코, 하타노 미야코, 요시모토 사토코
- 음악：오하시 메구미
- 연주：페이스 뮤직
- 감독：와타나베 가츠야, 모로타 사토시, 다케모토 노보루, 나카자와 쇼지로, 스즈무라 노부히로, 부츠다 히로시, 가토 히로유키
- 촬영：마츠무라 후미오
- 미술：오타니 가즈마사
- 캐릭터 디자인：도리사와 야스시
- 히어로&메카닉 아이템 디자인：프렉스
- 조형：레인보우 조형 기획, 마에자와 한
- 액션 감독：이시가키 히로후미 (JAE)
- 조감독：가토 히로유키
- 보조 프로듀서：고다 류이치, 후카다 아키히로
- 특수 촬영 감독：부츠다 히로시
- 제작：TV 아사히, 도에이, 도에이 에이젼시

## 출연

### 고온저
- 에스미 소스케 / 고온 레드(한국명: 마하) 배우 - 후루하라 야스히사 (성우: 변현우)
- 고사카 렌 / 고온 블루 (한국명: 렌) 배우 - 카타오카 신와 (성우: 정재헌)
- 로야마 사키 / 고온 옐로 (한국명: 써니) 배우 - 아이자와 리나 (성우: 박지윤)
- 죠 한토 / 고온 그린 (한국명: 죠) 배우 - 우스이 마사히로 (성우: 엄상현)
- 이시하라 군페이 / 고온 블랙 (한국명: 알렉스) 배우 - 에비사와 켄지 (성우: 사성웅)

### 고온윙스
- 스토 히로토 / 고온 골드 (한국명: 히로) 배우 - 도쿠야마 히데노리 (성우: 신용우)
- 스토 미우 / 고온 실버(한국명: 미우) 배우 - 스기모토 유미 (성우: 서유리)

### 고온머신
- 염신 스피돌 성우 - 나미카와 다이스케 (성우: 변현우) - 최종화에서 나미카와 다이스케 본인이 까메오로 출연했다.
- 염신 버스온 성우 - 에가와 히사오 (성우: 정재헌) - 최종화에서 에가와 히사오 본인이 렌과 대화하는 버스기사로 출연했다.
- 염신 베아르 V 성우 - 이노우에 미키 (성우: 박지윤) - 최종화에서 이노우에 미키 본인이 사키와 일하는 케이크가게의 점장으로 출연했다.
- 염신 바르카 성우 - 호시 소이치로 (성우: 엄상현)
- 염신 건퍼드 성우 - 하마다 겐지 (성우: 사성웅)
- 염신 개리게이터 성우 - 츠쿠이 교세이 (성우: 최낙윤)
- 염신 토리프터 성우 - 이시카와 시즈카 (성우: 서유리)
- 염신 제토라스 성우 - 후루시마 키요타카 (성우 :신용우)
- 염신 점보웰 성우 - 니시무라 토모미치 (성우: 손종환)
- 봄퍼 성우 - 다카가와 아키코 (성우: 김성연)

### 만기족 가이아크
- 해수대신 케가레시아 (한국명: 드러레시아) 배우 - 오이카와 나오 (성우: 이명희) : 최종화에서 사키가 던진 케이크에 맞은 손님 역으로 나왔다.
- 해지대신 요고슈타인 (한국명: 드러슈타인) 성우 - 야나다 키요유키 (성우: 심정민)
- 해기대신 키타네이더스 (한국명: 드러레이더스) 성우 - 마도노 미츠아키 (성우: 임경명)
- 해지부대신 히라메키메데스 (한국명: 힐메키데스) 성우 - 나카이 카즈야 (성우: 강구한)
- 총리대신 요고시마크리타인 (한국명 : 드러시마크리타인) 성우 - 야나다 키요유키 (한국성우 : 시영준)